# Pobles indígenes de Surinam
Els pobles indígenes de Surinam, o amerindis surinamesos, són surinamesos que són d'ascendència indígena. Inclouen aproximadament el 3,8% de la població de Surinam, de 566.846 habitants.

## Gruos contemporanis
- Akuriyós, rius Tapanahoni i Sipaliwini, Kwamalasamutu[2]
- Arauacs (Lokono), Surinam, Guaiana Francesa, Guyana, Veneçuela[2]
- Kali'na, Brasil, Guyana, Guaiana Francesa, Surinam, Veneçuela[2]
- Mawayana[2]
- Sikianes, Kwamalasamutu al riu Sipaliwini, Brasil[2]
- Tiriyós, riu Tapanahoni, riu Sipaliwini, Brasil[2]
- Waiwai (Uapixana, Vapidiana, Wapichan, Wapichana, Wapisana, Wapishshiana, Wapisiana, Wapitxana, Wapixana), Amazones, Brasil, Surinam i Guyana[2]
- Waraos (Guarao, Guarauno, Warau, Warrau), Veneçuela, Guyana i Surinam[2]
- Wayanes, Sud-oest districte de Marowijne, alt riu Tapanahoni, Bradil, Guaiana Francesa[2]